# SN 1992as
SN 1992as – supernowa typu II odkryta 1 sierpnia 1992 roku w galaktyce A210354-4438. W momencie odkrycia miała maksymalną jasność 18,50m.